# Église de la Sainte-Trinité de Gornji Milanovac
Pour les articles homonymes, voir Église de la Sainte-Trinité.
L'église de la Sainte-Trinité de Gornji Milanovac (en serbe cyrillique : Црква Свете Тројице у Горњем Милановцу ; en serbe latin : Crkva Svete Trojice u Gornjem Milanovcu) est une église orthodoxe serbe située à Gornji Milanovac et dans le district de Moravica, en Serbie. Elle est inscrite sur la liste des monuments culturels de grande importance de la république de Serbie (identifiant no SK 380),,,.

## Présentation
L'église de la Sainte-Trinité a été construite à l'instigation du prince Miloš Obrenović pour « la mémoire et le salut de l'âme de [son] frère Milan ». Les travaux ont commencé en 1860, sous la direction de l'architecte Nastas Đorđević, et ont été achevés en 1862, sous le règne du prince Michel III Obrenović.
L'église est constituée d'une nef unique prolongée par une abside demi-circulaire ; la zone du chœur, rectangulaire, est légèrement saillante ; la façade occidentale est dominée par un clocher baroque qui s'élève au-dessus du narthex. Par son style, l'église mêle le néo-baroque et le style de l'école rascienne, une école qui remonte au Moyen Âge ; l'influence médiévale est particulièrement visible dans la décoration des façades construites en pierre de taille ; elles sont verticalement rythmées par des pilastres et, horizontalement par des frises dentées ; les ouvertures, très allongées et cintrées sont profondément enfoncées dans la maçonnerie et surmontées d'une voussure moulurée.

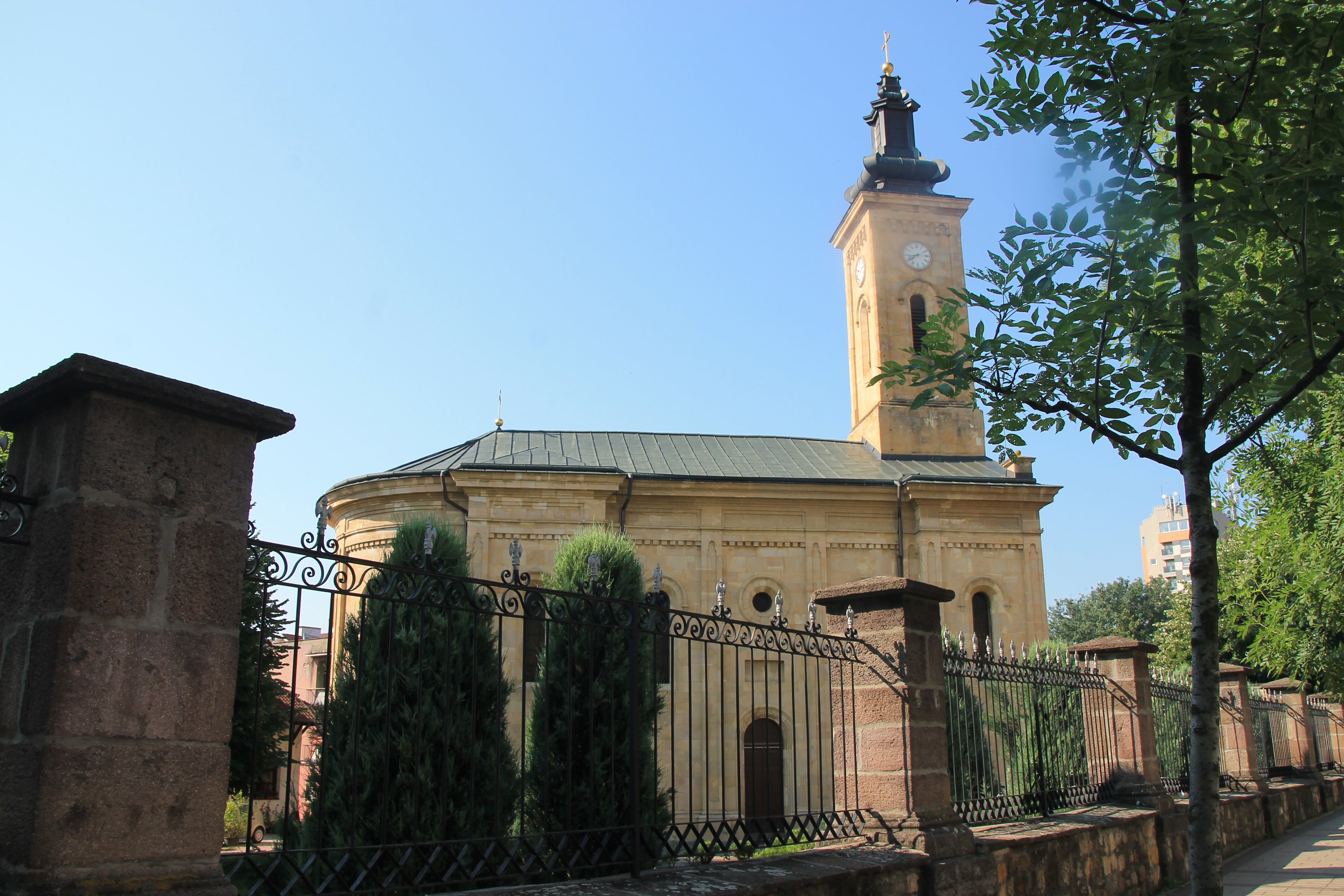
Autre vue de l'église

L'iconostase a été peinte en 1862 par Nikola Marković dans l'esprit de la peinture romantique ; démontée au XXe siècle, elle a été remplacée par une nouvelle de moindre valeur artistique.
En 2000, les icônes subsistant de l'ancienne iconostase ont été restaurées ; la façade de l'église a été restaurée entre 2003 et 2005.

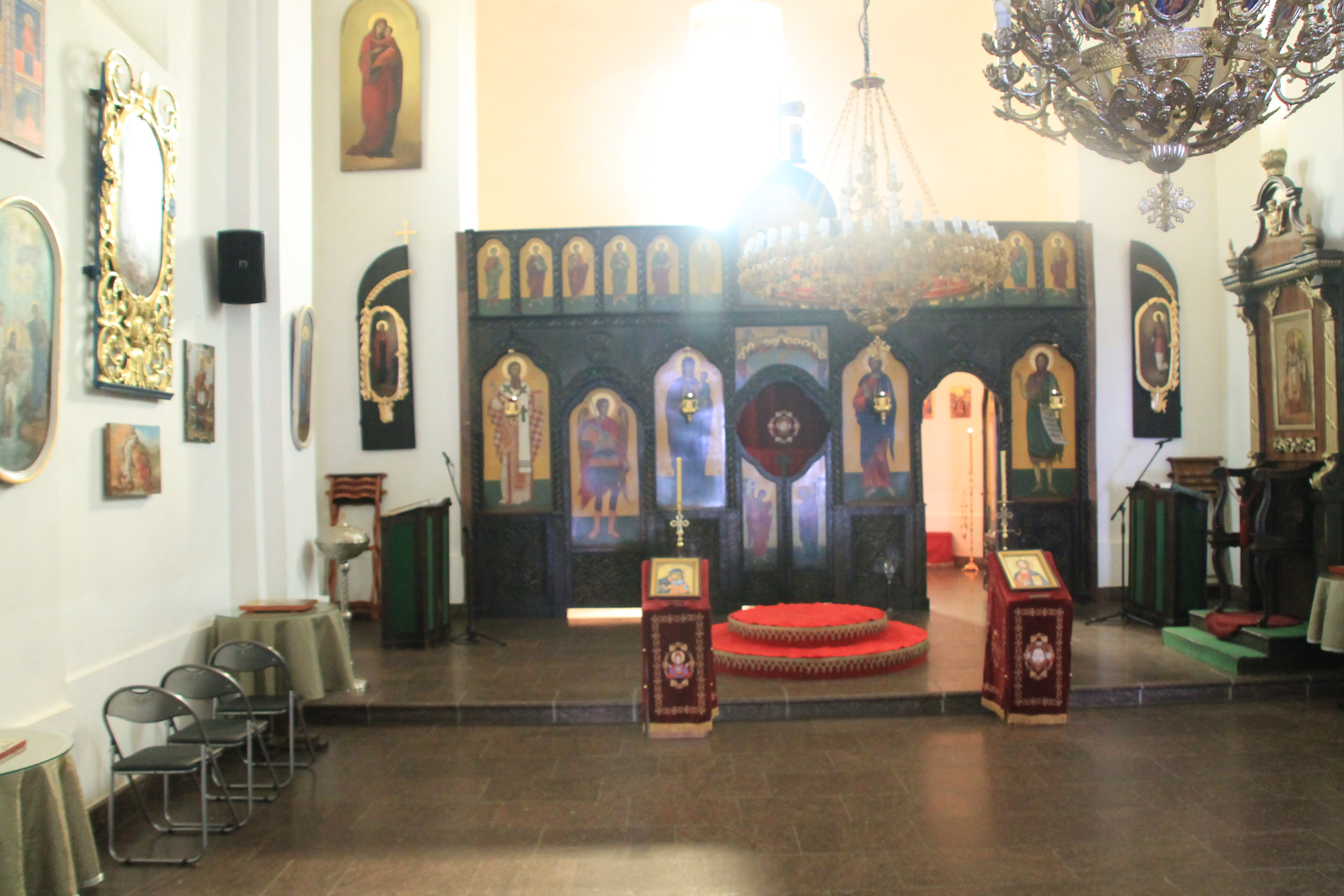
Vue générale de l'iconostase.
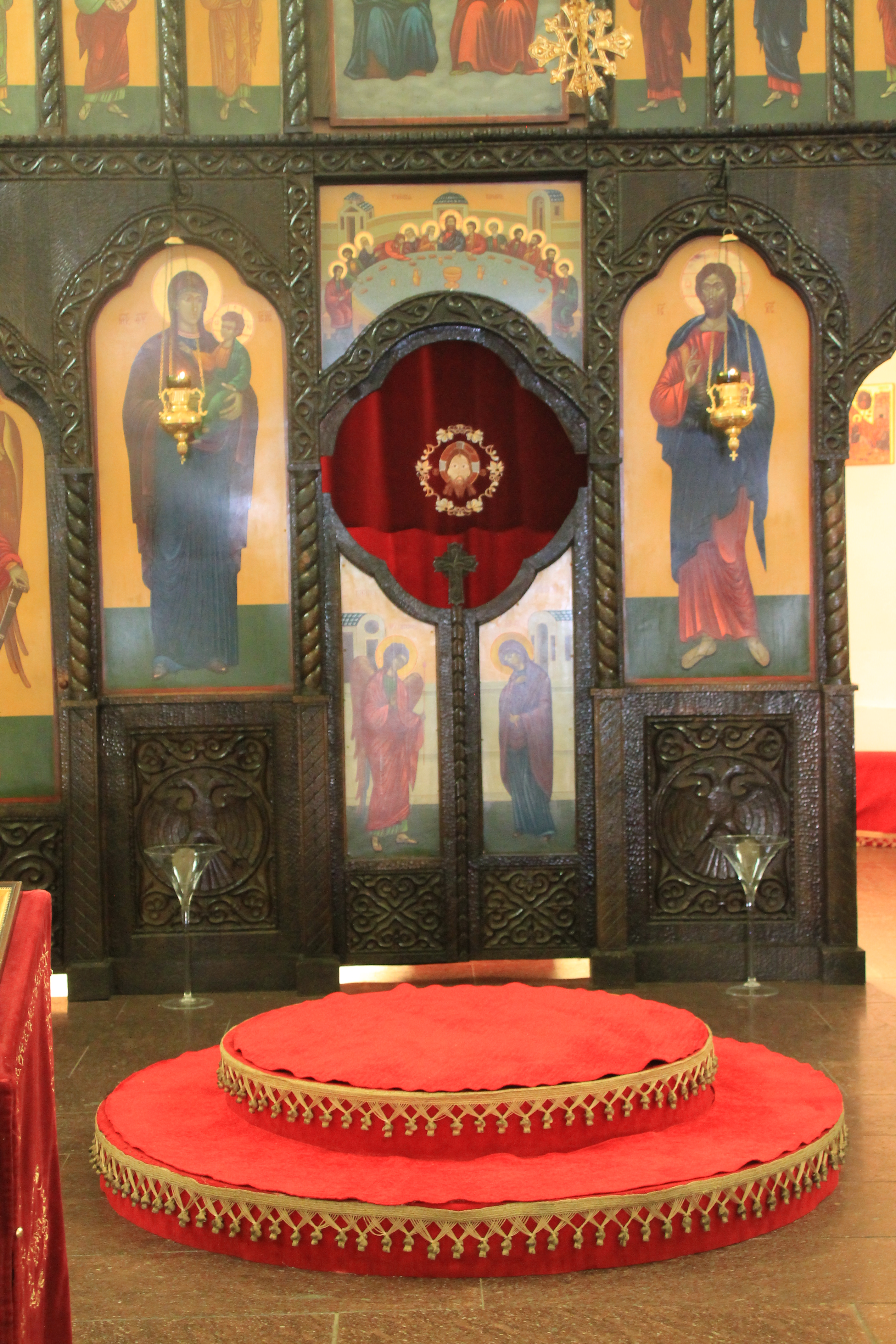
Détail de l'iconostase.

L'église abrite un fragment du « buisson de Takovo » (en serbe : Takovski grm),, qui provient du site historique du Takovski grm, qui commémore le début du second soulèvement serbe contre les Ottomans dirigé par le prince Miloš Obrenović ; cet événement historique inaugural est connu sous le nom de « soulèvement de Takovo » ; le site lui-même est aujourd'hui inscrit sur la liste des sites mémoriels d'importance exceptionnelle de la république de Serbie (identifiant no ZM 19).